# K.J. Hamler
Kahlee Jacoby Hamler (Pontiac, 8 luglio 1999) è un giocatore di football americano statunitense che milita nel ruolo di wide receiver per i Buffalo Bills della National Football League (NFL).

## Carriera universitaria
Hamler giocò a football con i Penn State Nittany Lions dal 2017 al 2019. Non giocò il suo primo anno al college per via di un infortunio. Fece il suo debutto l'anno successivo ritornando un kickoff per 52 yard contro Appalachian State. Nella partita contro Ohio State fece registrare 4 ricezioni per 138 yard, incluso un touchdown da 93 yard, venendo nominato giocatore della settimana della Big Ten Conference. Nell'ultima stagione a Penn State venne inserito nella seconda formazione ideale della 
Big Ten.

## Carriera professionistica

### Denver Broncos
Hamler fu scelto nel corso del secondo giro (46º assoluto) del Draft NFL 2020 dai Denver Broncos. Nella sua stagione da rookie ricevette 30 passaggi per 381 yard e 3 touchdown disputando 13 partite, tutte come titolare.

### Indianapolis Colts
Hamler firmò con la squadra di allenamento degli Indianapolis Colts il 30 settembre 2023. A fine stagione il contratto non gli fu rinnovato.

### Buffalo Bills
Hamler firmò un contratto da riserva con i Buffalo Bills il 20 gennaio 2024. Fu svincolato il 27 agosto dopo di che rifirmò con la squadra di allenamento.